# سفارة اليابان في منغوليا
سفارة اليابان في منغوليا هي أرفع تمثيل دبلوماسي لدولة اليابان لدى منغوليا. تقع السفارة في أولان باتور وهي تهدف لتعزيز المصالح اليابانية في منغوليا.

## وصلات خارجية
- الموقع الرسمي
- قائمة سفارات اليابان
- قائمة السفارات في منغوليا